# Jean Éloi Malenfant
Pour les articles homonymes, voir Malenfant.
Jean Éloi Ferdinand Malenfant, né à Paris le 3 décembre 1802, où il est mort le 1er décembre 1880, est un peintre, aquarelliste et lithographe français.

## Biographie
Jean Éloi Ferdinand Malenfant naît à Paris le 3 décembre 1802,.
Élève de l'École des beaux-arts de Paris, Jean Éloi Malenfant se forme dans les ateliers de Claude-Marie Dubufe et Jourdan[Lequel ?].
Il a dessiné quelques lithographies en faveur des insurgés de 1830. Il était un membre zélé de la Garde nationale. En 1831, il demeure au 7, rue du Grenier-Saint-Lazare à Paris. Il peint quelques tableaux de genre, des portraits à l'huile, des aquarelles et plus de 500 compositions d'ameublement, d'objets de luxe, bronzes, statues. Il donne également des leçons de peinture, aquarelle et lithographie.
En 1834, il demeure au 19, rue du Faubourg-Saint-Denis.
Au Salon de Paris en 1847 il expose une aquarelle, Façade du Théâtre-Historique ; il demeure alors au 8, rue Neuve d'Angoulême.
Malenfant meurt dans le 10e arrondissement de Paris le 1er décembre 1880.

## Œuvres
- Paris, musée Carnavalet : estampes[10].

## Élèves
- Paul Mounet[11].
- François Schommer (1850-1935), à l'École impériale des beaux-arts de Paris en 1869.